# Lista chorążych reprezentacji Malty na igrzyskach olimpijskich
Lista chorążych reprezentacji Malty na igrzyskach olimpijskich – lista zawodników i zawodniczek reprezentacji Malty, którzy podczas ceremonii otwarcia nowożytnych igrzysk olimpijskich nieśli flagę Malty.

## Chronologiczna lista chorążych
| Lp. | Rok i miejsce        | Chorąży                   | Dyscyplina            |
| --- | -------------------- | ------------------------- | --------------------- |
| 1   | 1928, Amsterdam      | b.d                       | b.d                   |
| 2   | 1936, Berlin         | Godfrey Craig             | -                     |
| 3   | 1948, Londyn         | Francis X. Zammit Cutajar | -                     |
| 4   | 1960, Rzym           | Christopher Dowling       | pływanie              |
| 5   | 1968, Meksyk         | Louis Grasso              | -                     |
| 6   | 1972, Monachium      | Joseph Grech              | Strzelectwo           |
| 7   | 1980, Moskwa         | Frans Chetcuti            | Strzelectwo           |
| 8   | 1984, Los Angeles    | Peter Bonello             | Żeglarstwo            |
| 9   | 1988, Seul           | Joanna Agius              | Łucznictwo            |
| 10  | 1992, Barcelona      | Laurie Pace               | Judo                  |
| 11  | 1996, Atlanta        | Angela Galea              | pływanie              |
| 12  | 2000, Sydney         | Laurie Pace               | Judo                  |
| 13  | 2004, Ateny          | William Chetcuti          | Strzelectwo           |
| 14  | 2008, Pekin          | Marcon Bezzina            | Judo                  |
| 15  | 2012, Londyn         | William Chetcuti          | Strzelectwo           |
| 16  | 2014, Soczi          | Elise Pellegrin           | Narciarstwo alpejskie |
| 17  | 2016, Rio de Janeiro | Andrew Chetcuti           | pływanie              |
| 18  | 2018, Pjongczang     | Élise Pellegrin           | Narciarstwo alpejskie |
| 19  | 2020, Tokio          | Eleanor Bezzina           | Strzelectwo           |
| 19  | 2020, Tokio          | Andrew Chetcuti           | Pływanie              |